# Schema salina
Schema salina är en tvåvingeart som först beskrevs av Cresson 1942.  Schema salina ingår i släktet Schema och familjen vattenflugor.
Artens utbredningsområde är Utah. Inga underarter finns listade i Catalogue of Life.